# Албирь-мурза Батаев
Албирь-мурза Батаев (также в источниках упоминается как Албирюй Батаев) — чеченский мурза, окоцкий владелец, уроженец Старого Окоха (позже Юрт-Аух). XVII в., 40-е годы — правил Окоцкой землёй. Сын Батая Шихмурзина и внук Шихмурзы Окоцкого.

## Биография
Албирь-мурза Батаев являлся внуком известного предводителя ококов Шихмурзы Окоцкого, в 1645 году Албирь присягнул царю Алексею Михайловичу.
В сентябре 1645 года Терский город для присяги царю Руси Алексею Михайловичу посетил окоцкий мурза Албирь-мурза Батаев из Старых Окох.
Албирь Батаев, в середине XVII века был одним из самых влиятельных князей Северного Кавказа. Он, как и все чеченские феодальные правители поддерживал тесные связи с соседними феодалами и представителями российской администрации на Тереке. Чеченские князья были постоянно окружены военной охраной. Князья являлись наиболее крупными владельцами земельных угодий, сдаваемых ими сельской общине или группе крестьян за плату натурой.